# Tacaratu
Tacaratu este un oraș în Pernambuco (PE), Brazilia.